# Géraldine Reuteler
Géraldine Reuteler, född den 21 april 1999 i Nidwalden, är en schweizisk fotbollsspelare.

## Karriär
Géraldine Reuteler inledde sin seniorkarriär i FC Luzern år 2014. 2018 kontrakterades hon av Eintracht Frankfurt. Hon har även representerat det schweiziska damlandslaget där hon debuterade år 2017.